# Podvodni ribolov
Podvodni ribolov je jedna od disciplina športskog ribolova. Predstavlja najselektivniji način ribolova jer ribolovac vidi svoj ulov i sam odlučuje želi li ga ili ne. 
Podvodni ribolov se izvodi u ronjenju pod morem. Podvodni ribolov nije dopušten u slatkim vodama na teritoriju RH.
Podvodni ribolov uključuje mnoge športske aktivnosti, pogotovo u svojem najrazvijenijem obliku, odnosno u natjecateljskom podvodnom ribolovu. Vrhunski športski ribolovac sposoban je roniti duboko i dugo, za što su potrebne godine razvoja. Da bi ronilac zadržao tjelesnu spremu, mora roniti tijekom cijele godine, te prakticirati niz vježba i različitih vrsta treninga na suhome i pod morem.
Mnogi ljudi bave se podvodnim ribolovom u rekreacijske svrhe samo povremeno, uglavnom na ljetovanju. Oni ne koriste posebna ronilačka odijela ni ostalu opremu. Njima podvodni ribolov pruža iskonski kontakt s prirodom i na neko ih vrijeme oslobađa stresa, te pruža zdrav zalogaj. Oni rone na dubinama od 3 do 10 metara i na meti su im uglavnom pojedinačni primjerci manjih riba i glavonožaca.

## Povijest
Ribolov kopljem, odnosno ostima pojavio se vjerojatno vrlo davno u prvobitnoj čovjekovoj zajednici tijekom paleolitika. Zamisao da se ribu gađa kopljem s obale ili iz čamca, ubrzo je slijedila zamisao da se ribu lovi potpuno uronjen u more, što je ovisilo o čovjekovoj sposobnosti da pliva i roni. 
Dvadesetih godina 20. stoljeća popularan je bio podvodni ribolov uz pomoć ronilačkih naočala, ali veliki skok u napretku podvodnog ribolova predstavlja izum ronilačke maske koji je ubrzo slijedio.
Ubrzo je postalo jasno da je podvodni ribolov vrlo selektivan lov, da se u podvodnom ribolovu love veliki primjerci riba i da se od podvodnog ribolovca traže vrhunski preduvjeti za uspješan lov te da sve te karakteristike označavaju športski karakter tog načina ribolova. Nakon čega su ubrzo uslijedila organizirana natjecanja u podvodnom ribolovu, najviše u Francuskoj pa Italiji te Španjolskoj.

## Ronjenje/Apnea
U većini zemalja u podvodnom ribolovu nije dopušteno korištenje ronilačkih aparata (boca). U Hrvatskoj također nije dopuštena upotreba ronilačkih aparata, nego se podvodni ribolov odvija isključivo ronjenjem na dah. 
Ronjenje je izuzetno zahtjevna ljudska aktivnost. Apsolutni početnici rone na najvećoj dubini do 3 metra zbog problema s izjednačavanjem tlaka u srednjem uhu koju uzrokuje hidrostatički tlak. Oni koji su naučili tehnike izjednačavanja tlaka zarone nešto dublje ovisno o pojedinačnim pretpostavkama, ali rijetko preko 10 metara dubine. Za dubine preko deset metara, već je potreban sustavan rad i učenje naprednih tehnika. Prosječan podvodni ribolovac roni do 20-25 m dubine koje predstavljaju vrlo rizične dubine. Vrhunski istrenirani podvodni ribolovci koji su sve posvetili ovoj diciplini, zaranjaju do najviše 50-60 metara dubine, što postaje iznimno opasno. Stoga se podvodni ribolov, uz slobodno ronjenje na dah svrstava pod ekstremne športove. 
Športaši koji se bave slobodnim ronjenjem postižu puno veće dubine, jer je cilj zarona kod njih drugačiji, tako da trenutni svjetski rekord iznosi nevjerojatnih 214 m, a postavio ga je Austrijanac Herbert Nitsch.
Ronjenje u podvodnom ribolovu počinje pripremom za zaron. Priprema zarona uključuje potpuno opuštanje na površini te ventilaciju, koju se ne smije pomiješati s hiperventilacijom, jer je hiperventilacija glavni uzrok stradavanja ronilaca na dah. Zatim slijedi pregib u struku, podizanje nogu čija težina se koristi za zaron te jedan ili dva lagana zamaha rukom. Dalje ronilac nastavlja zaron finim i zaobljenim pokretima nogu, pazeći da perajama ne stvara buku. Dok zaranja, ronilac mora svako malo izjednačavati tlak u srednjem uhu koristeći se nekom od tehnika izjednačavanja tlaka. 
Ronilac uvijek mora biti savjestan te pratiti sve signale koje mu odašilje tijelo, kako bi na vrijeme krenuo u izron. U ronjenju je svako forsiranje iznimno opasno i uvijek treba imati na umu da nijedna riba nije vrijedna vlastitog života.

## Trening
Trening podvodnog ribolovca jest vrlo blizak treningu ronilaca na dah. Izvodi se i u moru i na kopnu. Trening na kopnu uključuje uglavnom aerobni trening, tehnike disanja i tehnike opuštanja. Trening u moru može biti uz prakticiranje ribolova ili isključivo ronjenje na dah.

## Oprema
Osnovna oprema podvodnog ribolovca je ronilačka maska i oruđe za izbacivanje strijele (luk, praćka, podvodna puška). Ostali dijelovi opreme su peraje, zatim ronilačko odijelo, olovni utezi, ronilački nož, niska za ribu, ronilačko računalo, tj. sat te signalna plutača.
Bez ronilačke maske ljudima nije moguće vidjeti jasno pod morem. 
Podvodna puška je zamijenila sve ostale naprave za izbacivanje strijele. Ona može biti izvedena tako da strijelu izbacuje pomoću opruge, stlačenog zraka ili koristeći se elastičnom gumom ("puška na laštrik"). Dok je korištenje opruga zbog nepraktičnosti davno odbačeno, stlačeni zrak i guma u upotrebi su i danas. 
Peraje su obično izrađene od gumenog stopala i plastičnog lista koji je u skupljoj izvedbi ojačan ugljičnim vlaknima.
Ronjenje ispod granice termokline i dugotrajno ronjenje unutar granice termokline te zimsko ronjenje, zahtijeva ronilačko odijelo kao toplinsku zaštitu. Ronilačko odijelo je izrađeno od neoprena i ima poroznu strukturu. U poroznoj strukturi su zarobljeni mjehurići zraka pa oni služe kao toplinski izolator. 
Olovni utezi služe za kompenzaciju plovnosti. Što se roni na većim dubinama, to se koristi manje utega jer se povećanjem dubine zarona smanjuje plovnost kao posljedica tlaka vodenog stupca.
Ronilački nož napravljen je od nehrđajućeg čelika i služi u mnoge svrhe. Za čišćenje ulova, kad treba prerezati uže, dio neke zaostale mreže i sl.
Ronilačka plutača s ronilačkom zastavom ima za cilj vizualno obavijestiti vozače plovila o prisutnosti ronioca u moru.

## Tehnike lova
Šuljanje uz obalu.
Poniranje.
Pretraživanje rupa.
Čekanje.
Zaron "u plavo".

## Ulov
Ribe.
Glavonošci.
Rakovi.

## Opasnosti
Neopreznost, odnosno nedovoljan oprez, ronioc nažalost ponekad plati i životom. 
- Ronjenje izvan granica organizma. Hipoksija (samba, blackout). Savjetuje se slušanje vlastitog tijela i ronjenje u društvu.
- Udarac plovila. Najčešće gliseri i jet-ski. Ljetni vozači plovila vrlo često ne poznaju pravila i zakone donesene za promet morem, a često se i namjerno ne drže zakona. Tu nažalost ne pomaže ni ronilačka signalna plutača (bova).
- Napad morskog psa iako rijedak u Jadranu, ipak je zabilježeno nekoliko slučajeva.
- Ubodi otrovnih organizama npr. riba pauk, morski golub itd.
- Neoprezno samoozljeđivanje opremom.

## Etika
Savjestan ribolovac-ronioc voli more i poštuje morski život. 
- Ne lovi nedoraslu ribu i druge nedorasle organizme,
- ne lovi više od dopuštenog ili više nego što mu treba,
- ne lovi u zaštićenim područjima i po plažama,
- ne koristi nikakva dodatna sredstva osim neophodnih,
- ne lovi u vremenu od zalaska do izlaska sunca,
- s gnušanjem odbacuje sve oblike krivolova.

## Pravila i zakon
- Narodne novine, Pravilnik o športskom i rekreacijskom ribolovu na moru

## Vanjske poveznice
- Hrvatski savez za športski ribolov na moru